# Ha-Guš ha-tanachi
Ha-Guš ha-tanachi je první izraelská křesťansko–židovská politická strana založená v roce 2018 před volbami do Knesetu v dubnu 2019. Založil ji Denis Avi Lipkin, obyvatel osady Kedar.

## Založení a program
Strana byla založena na ochranu vyznavačů judaismu a křesťanů v Zemi izraelské a jako zástupce všech, kdo usilují o prosazování a ochranu západních židovsko-křesťanských norem a tradic. Lipkin usiluje o hlasy nežidovských přistěhovalců z bývalého Sovětského svazu, křesťanů a také arabských křesťanech. Strana sdružuje křesťany (především protestanty), tradiční židy a mesiánské židy.
Program strany:
- šíření učení Abraháma, Izáka a Jákoba a víry v Mesiáše, který byl Žid a mluvil hebrejsky.
- prosazování integrity Izraele jako židovského státu a odmítání jakéhokoli vzdání se státního území.
- ochrana všech lidí, kteří žijí podle Bible, a také ochrana arabských křesťanů před čistkami v Gaze a na Západním břehu Jordánu.
- aktivity k upevnění židovsko-křesťanských kruhů v boji proti terorismu na obranu demokracie a západních hodnot.
- propagandistické aktivity s cílem zlepšit pohled na Izrael ve světě.
- aktivity na ekonomickou propagaci Izraele ve světě.
- podpora židovské a křesťanské emigrace z Blízkého východu a celého světa do Izraele, aby se zabránilo dalším genocidám.[5][6]

## Historie

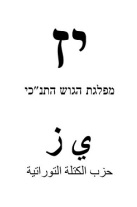
Hlasovací lístek strany pro volby v dubnu 2019.

### Volby do Knesetu v dubnu 2019
V dubnových volbách strana získala 353 hlasů.

### Volby do Knesetu v září 2019
V zářijových volbách strana získala 497 hlasů (0,01 % celkových hlasů).

## Kontroverze
Ačkoli strana nepatří k nejvlivnějším v zemi, její fungování vyvolává kontroverze. Sám Lipkin se domníval, že Izrael je státem, v němž jsou křesťané nedostatečně zastoupeni. Dále uvedl, že vláda by se měla otevřít mesiánským židům, kteří jsou diskriminováni. Křesťansko-židovskou spolupráci považuje za prvek, který může zachránit stát Izrael před záhubou. Program strany se zaměřuje výhradně na skupiny, pro které je nejsvětější knihou Bible. To znamená, že vylučuje muslimy a navzdory svému mírovému programu rozděluje arabskou komunitu na základě náboženství. Botrus Mansúr považuje ha-Guš ha-tanachi za stranu, která rozděluje Araby v Izraeli a chce amerikanizovat izraelskou politiku po vzoru pravicových protestantů ve Spojených státech. Mansúr označil Lipkina za politika, který reprezentuje „jestřábí“ pravici, což v žádném případě nepřiměje Araby, aby volili jeho stranu. Kritika strany se objevila i v ortodoxních kruzích. Ha-Guš ha-tanachi se jeví jako strana, která diskriminuje na základě náboženství, a jako rasistická strana, která podporuje Izrael na základě antiarabismu. Navíc je nerealistické obhajovat židovsko-křesťanskou civilizaci, která podle Moše Mordechaje von Zuidena nikdy neexistovala. Pro rabína Elijaha Kaufmana je ha-Guš ha-tanachi evangelikální uskupení, které chce vtrhnout do Knesetu a provádět misijní činnost. Strana navíc podle rabína prezentuje typický americký mesianismus a chce přimět židy, aby konvertovali ke křesťanství, což by urychlilo příchod Mesiáše. Kaufman považuje ha-Guš ha-tanachi za inkvizici, která chce židům říkat, jak mají číst a vykládat Boží slovo. Kaufman ji označil za stranu náboženského pronásledování.

## Výsledky voleb
| Volby      | Předseda     | Hlasy | %    | Počet mandátů | +/– | Status          |
| ---------- | ------------ | ----- | ---- | ------------- | --- | --------------- |
| duben 2019 | Denis Lipkin | 353   | 0,01 | 0/120         | ▬   | mimoparlamentní |
| září 2019  | Denis Lipkin | 497   | 0,01 | 0/120         | ▬   | mimoparlamentní |
| 2020       | Denis Lipkin | 389   | 0,01 | 0/120         | ▬   | mimoparlamentní |
| 2021       | Denis Lipkin | 429   | 0,01 | 0/120         | ▬   | mimoparlamentní |